# Geraldo de Barros
Geraldo de Barros (Chavantes, 27 de fevereiro de 1923 — São Paulo, 17 de abril de 1998) foi um pintor e fotógrafo brasileiro. Além da fotografia e da pintura, sua obra se estende também à gravura, às artes gráficas e ao desenho industrial.

## Histórico
Geraldo de Barros iniciou sua carreira dedicando-se à pintura de figura e paisagens mas tornou-se conhecido ao estabelecer vínculos com a arte experimental. Foi um dos pioneiros da fotografia abstrata e do modernismo no Brasil, além de ser considerado um dos mais importantes artistas do movimento concretista brasileiro. As imagens de Geraldo de Barros se formam a partir da desconstrução, onde o efêmero, o fragmento, o tempo, o descontínuo, e a ação estão presentes. A partir da reordenação de elementos, o artista cria uma nova composição. Em seus trabalhos, estão sempre presentes as questões sociais e urbanas, além da inquietude diante da relação entre a arte e a sociedade.
Foi fundador e membro de grandes e importantes movimentos e associações artísticas como o Grupo 15, a Galeria Rex, o Grupo Ruptura, o grupo FormInform, a cooperativa de produção de móveis Unilabor, e a indústria de móveis Hobjeto.
Coerente em sua trajetória, seus trabalhos estão conectados ao contexto histórico, político e artístico do período em que foram desenvolvidos. Foi da geometria à arte pop, voltando à geometria, mas sempre ligado ao desenho industrial e a fotografia. Ao entrar em contato com a fotografia se apaixona, seu olhar se aguça, passa a criar interferências, recriar a imagem. Sofrendo influências do movimento construtivista e da arte concreta, muda sua visão de representação da realidade e lhe aplica novas regras. Suas fotoformas representam uma nova era no processo de fotografia no Brasil, dá a ela novas possibilidades, onde esta deixa o campo da mera representação e passa a ser considerada uma nova linguagem artística. Explora ao máximo todas as possibilidades de manipulação do negativo. A fotografia lhe permitia a possibilidade do erro, e para Geraldo era importante errar.
Geraldo abandonou a fotografia por alguns anos e dedicou-se a outras artes e ao design. Em 1996, após ter sofrido diversas isquemias cerebrais e com suas funções motoras totalmente debilitadas, retoma seu processo fotográfico e com a ajuda de sua assistente, a fotógrafa Ana Moraes, realiza sua última produção: Sobras.

## Trabalhos e influências
Em um catálogo da exposição de seus quadros da Arte Pop, Radha Abramo faz um panorama sobre a vida profissional de Geraldo de Barros, cuja capacidade de organizar trabalhos em equipe expressava “o sentimento do homem em relação ao mundo”. Para ele o trabalho em grupo e o relacionamento entre as pessoas eram fundamentais e os seus trabalhos sempre buscavam atingir a massa. “Seus instrumentos de trabalho são os da comunicação de massa, pois trabalha o cartaz, a foto, o design, a pintura e o outdoor”.
Geraldo de Barros inicia sua vida artística nos anos de 1945, onde neste período estuda desenho e pintura com Clóvis Graciano, Collete Pujol e Yoshioka Takaoka. Como a maioria dos artistas da época, suas pinturas eram figurativas e de paisagens. Mesmo antes de seu trabalho como fotógrafo e do surgimento da arte concreta foi reconhecido como um dos artistas a trazer em seus trabalhos a questão da abstração. Nesse período ele toma contato com os ideais do construtivismo e da arte abstrata europeia das décadas de 1920 e 1930.
Em sentido amplo, a arte abstrata ou abstracionismo tinha a intenção de expressar uma arte sem qualquer intenção figurativa. Deu-se a partir das atividades de vanguardas europeias das décadas de 1910 e 1920, que recusavam a representação da natureza. As características desse movimento eram principalmente a decomposição da figura, a simplificação da forma, a não utilização da perspectiva e da luz e sombra da maneira convencional.
A partir da década de 1930, inúmeros movimentos e artistas aderem à abstração, como, Kandinsky nas vanguardas russas, Paul Klee na Alemanha, no suprematismo, que defendia uma metódica pesquisa na estrutura da imagem, seguido por Rodchenko no construtivismo onde as obras eram pensadas como construções e não como representações, assemelhando-se a arquitetura em termos de materiais, trabalhando a geometria e herdando características do abstracionismo. Outros artistas que o influenciados foram Piet Mondrian e Theo Van Desburg no movimento De Stijl.
Durante os anos de 1946 e 1947, Geraldo de Barros inicia suas pesquisas no campo da fotografia. Nesta mesma época, após ajudar a fundar o Grupo 15, começa a experimentar a fotografia. Improvisa um laboratório junto com seu amigo Athaíde de Barros e, com o intuito de aprofundamento em seus conhecimentos, ingressa no Foto Cine Clube Bandeirante. Ainda neste período Geraldo também toma contato com experimentações fotográficas praticadas na Europa e Estados Unidos, representadas por nomes como Man Ray e Moholy Nagy. Man Ray começa suas experiências com a fotografia em 1915, mas somente a partir de 1921, quando se integra ao Dadaísmo em Paris junto a Marcel Duchamp, é que se dedica seriamente à experimentação fotográfica, que para ele era uma forma mais rápida para atingir a revitalização da arte.
Man Ray apropriava-se de objetos reais e recontextualizava-os em uma nova realidade. Foi certamente, um dos fotógrafos que mais produziu fotogramas, que eram em sua grande maioria, feitos a partir de objetos translúcidos, usados para obter efeitos visuais diversos. Ele manipulava a luz em sua intensidade, direção e duração, produzindo formas inesperadas, com efeitos de volume e densidade. Com a utilização de sombras, conseguiu criar uma ideia de tridimensionalidade num processo em que, quase sempre, obtinha planos como resultados. Criou assim uma das obras mais originais de sua época, que influenciaria toda a arte contemporânea.
Lazlo Moholy-Nagy teve contato com movimentos artísticos como dadaísmo, futurismo e construtivismo e na década de 20, iniciou suas experiências fotográficas. Graças a sua base teórica e visão eclética, na qual deixava claro que não existiam limites entre fotografia, arquitetura e pintura, inovou a trabalhar com a fotografia sem a utilização da máquina, somente através do fotograma. Atuou na Bauhaus, na Alemanha, e na School of Design nos Estados Unidos, ambas escolas de design, onde continuou atuando e contribuindo teoricamente com a fotografia e outras áreas da arte.
Influenciado por esses artistas, Geraldo passa a frequentar assiduamente a Biblioteca Municipal de São Paulo, lugar onde se podia entrar em contato com a arte moderna. Ao conhecer Mário Pedrosa², em 1948, conhece a teoria da Gestalt, teoria geral da forma, o que influenciaria e mudaria definitivamente as características de sua produção. Na Gestalt o desenho não representa uma ideia visível e objetiva, as imagens se formam através de fatores como o equilíbrio, clareza, harmonia visual, entre outros. A partir daí, a forma, para Geraldo passa a ser o mais importante.
Em 1949, fica responsável pela organização do laboratório de fotografia do Museu de Arte de São Paulo (MASP), e assim neste ambiente, em 1950 sob o raciocínio estético do concretismo já em voga no Brasil, realiza sua exposição Fotoformas que representou uma nova era no processo de fotografia no Brasil, dando a ela novas possibilidades, deixando o mero campo da representação e passando a ser considerada uma nova linguagem artística.
Geraldo representa um corte no processo da fotografia no Brasil, no entanto constrói uma outra possibilidade para a fotografia, e ao mesmo tempo fazendo uma correlação com as demais artes visuais, pondo, digamos, uma complexidade conceitual que a fotografia até então não tinha.
Seus trabalhos não eram criados ao acaso, havia um processo, um estudo, uma ideia trabalhada, iam além da simples escolha do fragmento ou da sua composição, possuíam uma atitude em relação ao mundo, um espírito comunitário. Tinha a consciência de que seu trabalho era inovador e graças a esta exposição recebe uma bolsa de estudos do governo francês. Ele pede uma licença de um ano do Banco do Brasil, onde até então trabalhava. Vai a Paris estudar litografia na Escola Nacional Superior de Belas Artes e gravura no ateliê de Stanley William Hayter, frequenta a Escola Superior da Forma, em Ulm, Alemanha, na qual estuda artes gráficas com Otl Aicher e conhece Max Bill, um dos principais teóricos da arte concreta.
Em 1952 volta a São Paulo e ajuda a fundar o Grupo Ruptura, grupo que tinha o intuito de renovar as artes plásticas e também integra a exposição no Museu de Arte Moderna de São Paulo (MAM-SP). A mostra Do figurativismo ao abstracionismo, do Grupo Ruptura, tinha por objetivo introduzir e receber o reconhecimento do movimento da arte abstrata e concreta como arte, o que até então não acontecia, pois a maior parte dos artistas era contra a geometrização da arte, sendo a favor da arte de cunho figurativo. Durante a exposição distribuíram um texto impresso assinado pelos artistas participantes, onde divulgavam uma nova arte que privilegiasse a renovação dos valores essenciais da arte visual.
O manifesto causou bastante polêmica e causou manifestações contrárias de outros grupos, pois apoiava a arte geométrica e as ligações entre a arte e a comunicação visual e da representação da biodimensionalidade. A partir daí e graças ao grupo a arte abstrata e arte concreta passaram a ser discutidas e a serem reconhecidas e distintas, o abstracionismo definido como um tipo de arte em formas naturais são geometrizadas às vezes de modo intuitivo, e o concretismo como a arte que não quer representar nenhum elemento fora de si, ou seja, apenas aqueles intrínsecos à própria obra. O grupo Ruptura foi um dos grandes, se não o maior articulador do Concretismo no Brasil.
Ainda neste mesmo ano a cidade se preparava para o 4º centenário, Geraldo tinha consigo um desenho que havia produzido em Paris, cujo título era: “uma cidade a conquistar”. Com a colaboração de Alexandre Wollner, realiza os cartazes do festival, e consegue o primeiro lugar ou o primeiro prêmio nos concursos realizados durante o festival.
A partir de 1954 ajuda a fundar a cooperativa de trabalho Unilabor, desempenhando papel de grande importância no desenho industrial. Apresentado por Maria Clara Machado ao padre João Batista, visita oficina do mesmo e sugere a ele que monte ali uma marcenaria, que se desenvolvesse ali uma oficina de móveis. Assim surge a Unilabor, que visava produzir móveis com uma nova proposta de design.
Geraldo desenvolveu o nome, o logotipo e fez projetos dos móveis. Na Unilabor os empregados tinham participação na direção e nos lucros da empresa, e lhes era oferecido aulas de arte e desenho industrial, e tudo era discutido em torna da forma, da função e do modo de produção, segundo os conceitos de beleza e utilidade.
Geraldo tinha como intuito socializar arte, e a maneira que encontrou de atingir este objetivo foi através da criação de móveis. Desenhava o objeto, o desenvolvia e o vendia, qualquer pessoa podia comprá-lo e levá-lo para casa e usá-lo da maneira que melhor lhe conviesse. Seu objeto de criação girava em torno do homem, sua criação tinha um comprometimento social. Suas obras tinham o objetivo da seriação e do consumo em larga escala, a arte para todos. A arte concreta era uma proposta de socialização da arte e através dela deveria chegar-se ao espectador sem exclusões ou elitismos, através de uma linguagem única e universal. Ao notar que talvez, através da arte seu objetivo de levá-la à massa seria muito difícil ou até impossível, devido ao alto preço pelos quais os móveis eram comercializados Geraldo de Barros passa a se dedicar ao desenho industrial em companhia de Rubem Martins, Walter Macedo e Alexandre Wollner, funda o escritório Forminform para a prática do desenho industrial e comunicação visual em 1957, voltada para a criação de marcas e logotipos. Alguns anos mais tarde em associação com Aloísio Bione fundam a Hobjeto Indústria de Móveis (1964).
Em um período de crises econômicas e elevada inflação a Hobjeto teve bastante dificuldades para se manter no mercado, pois seus poucos clientes ansiavam por peças exclusivas, em consequência disto, para ocupar sua mão de obra, Geraldo desenhou pequenas mesas encaixáveis e carrinhos de chá, que não dependiam tanto das exigências de seus clientes habituais, peças que poderiam ser produzidas em larga escala e de menor custo. A situação só melhorou após a abertura da primeira loja da Hobjeto, em 1966, na cidade de São Paulo. Ainda na Década de 60, volta a explorar a figuração em suas obras. Com o país passando por grandes crises econômicas e meio à falência da Unillabor e a crise financeira da Hobjeto Geraldo retorna a praticar a pintura.
Seu trabalho agora é influenciado pela arte pop. Assim, ela produz uma série de outdoors, numa proposta de interlocução direta com a população. Passa a se apropriar de outdoors, os levava ao seu ateliê e os alterava, os recortes escolhidos dos outdoors eram colados em um suporte depois pintados em novas cores e após terminado os devolvia às ruas, para o público. Trazia da rua para dentro e de dentro para a rua, criava ai certo tipo de relação. Usa uma técnica mista: sobre o suporte de madeira mistura a pintura e a colagem de anúncios e cartazes. Vê se em seu processo o princípio da Gestalt, na medida em que retira parte de um todo tornando esta parte agora um novo todo.
No verão de 1966, surge a Galeria Rex. Com Nelson Leiner, Wesley Duke Lee, Carlos Fajardo, Frederico Nasser e José Resende ajuda a fundar uma galeria organizada que era sinônimo de comportamento e estilo de vida. A produção artística deste grupo teve a importância de levantar questões a respeito do mercado de arte e da própria arte. Um ano após sua fundação a Rex acaba e o grupo se separa.
Durante o ano de 1977, retorna à geometria e aos conceitos da arte concreta relacionando formas no espaço em busca de ritmo, contraponto e harmonia. Volta ao conceito da seriação, passa a usar a fórmica como suporte, o que lhe permitia produzir a obra em grandes quantidades. Aqui Geraldo explora o traço correndo sobre o papel, compõe figuras e cenas que exploram o uso da luz e sombra, ritmo, criação e movimento.
Na fase final de sua vida, com a saúde extremamente comprometida, Geraldo retoma seu trabalho de intervenção da fotografia. O que mais tarde viria a ser chamado de “Sobras” surgiu a partir do momento em que, segundo sua filha Fabiana de Barros, ao vasculhar algumas gavetas ela encontra uma grande gama de fotografias realizadas pelo pai. Em maior parte estas imagens e negativos eram de registros familiares de viagens e paisagens. Segundo Nakamura as composições eram geometricamente estruturadas, porém, com um toque de um lirismo, bem parecidas com as brincadeiras de recorte e colagem feitas pelas crianças e, como as crianças, Geraldo sempre se manteve receptivo as mais diferentes manifestações e descobertas em qualquer área. Sem medo de ousar e de experimentar, acreditava sobretudo, na “liberdade como norteadora da vida”.

### Livros
- FREUND, Gisele. Fotografia e sociedade, tradução: Pedro Miguel Frade, Lisboa: Veja, 1995, 2 ª edição.
- FABRIS, Annateresa, Fotografia, usos e funções no século XIX, São Paulo: Edusp, 1998.
- COSTA, Heloisa e SILVA, Renato Rodrigues da, A Fotografia Moderna no Brasil, São Paulo: Cosac Naify, 2004.
- BANDEIRA, João (org.) Arte Concreta Paulista: documentos. 96p. São Paulo: Cosac & Naify, Centro Universitário Maria Antônia da USP.
- FERNANDES Junior, Rubens. Labirinto e identidades: panorama da fotografia no Brasil [1946-98]. São Paulo: Cosac & Naify, 2003.
- BARROS, Geraldo de. Geraldo de Barros 1923 - 1998. Fotoformas. Munich: Prestel, 1998.
- BELLUZZO, Ana Maria. Ruptura e Arte Concreta. AMARAL, Aracy (coord.). Arte construtiva no Brasil: Coleção Adolpho Leirner. São Paulo: DBA, 1998.
- BARROS, Geraldo de. Fotoformas: Geraldo de Barros: fotografias = photographies. São Paulo: Raízes, 1994.
- KOSSOY, Boris. Realidades e Ficções na trama fotográfica. São Paulo: Ateliê Editorial, 2002, 3ª ed.

### Revistas
- ROCHA, Flavia e Daniela. Concreto e infinito. Bravo! São Paulo, Ed.07, p. 68-70, abr. 1998.
- VASQUEZ, Pedro Karp. Documento e contaminação. Bravo! São Paulo, Ed.58, p. 68-70, jul. 2002.
- MORAES, Angélica de. Museus europeus homenageiam Geraldo de Barros.

O Estado de S.Paulo. 25 de agosto de 1999.
- OLIVA, Fernando. Geraldo de Barros entre luz e sobras. Folha de S.Paulo. 27 de abril de 1999

### Vídeo
- [FAVRE, Michel]http://www.fabmic.ch. Geraldo de Barros – Sobras em Obras. Documentário. Suíça / Brasil, 1998, 35 mm, cor, 77 min.